# Домброва (гміна, Могіленський повіт)
Гміна Домброва (пол. Gmina Dąbrowa) — сільська гміна у північній Польщі. Належить до Могіленського повіту Куявсько-Поморського воєводства.
Станом на 31 грудня 2011 у гміні проживало 4720 осіб.

## Площа
Згідно з даними за 2007 рік площа гміни становила 110.51 км², у тому числі:
- орні землі: 71.00%
- ліси: 20.00%

Таким чином, площа гміни становить 16.35% площі повіту.

## Населення
Станом на 31 грудня 2011:
| Опис     | Загалом | Загалом | Чоловіки | Чоловіки | Жінки | Жінки |
| -------- | ------- | ------- | -------- | -------- | ----- | ----- |
| одиниця  | осіб    | %       | осіб     | %        | осіб  | %     |
| все      | 4720    | 100     | 2344     | 49.66    | 2376  | 50.34 |
| міське   | 0       | 100     | 0        |          | 0     |       |
| сільське | 4720    | 100     | 2344     | 49.66    | 2376  | 50.34 |

## Сусідні гміни
Гміна Домброва межує з такими гмінами: Барцин, Ґонсава, Яніково, Моґільно, Пакошць, Жнін.